# Encounter (álbum de Mark Holden)
Encounter es el tercer álbum de estudio del cantautor australiano Mark Holden. El álbum fue lanzado en septiembre de 1977 y alcanzó el puesto 40 en las listas australianas, donde fue certificado como oro por más de 50.000 copias.

## Listado de pistas
| Side one |                                       |                         |          |  |
| N.º      | Título                                | Escritor(es)            | Duración |  |
| 1.       | «Reach Out for the One Who Loves You» | P.Hawkins               | 2:55     |  |
| 2.       | «Love Enough»                         | Moore                   | 2:58     |  |
| 3.       | «Sweat and the Steam»                 | Holden                  | 3:41     |  |
| 4.       | «Easy Street»                         | Burt, Holden, Threlfall | 3:06     |  |
| 5.       | «First Thing in the Morning»          | Bias Boshell            | 3:40     |  |

| Side two |                              |                               |          |  |
| N.º      | Título                       | Escritor(es)                  | Duración |  |
| 1.       | «Let's Go Dancing»           | Joan Armatrading              | 3:22     |  |
| 2.       | «Where Are You Girl»         | Dominic Bugatti, Frank Musker | 3:23     |  |
| 3.       | «This Time Around»           | Holden, Threlfall             | 3:45     |  |
| 4.       | «Stay With Me»               | Holden, Threlfall             | 3:02     |  |
| 5.       | «Took My Heart to the Party» | Holden, Threlfall             | 4:04     |  |

## La lista de éxitos
| Lista (1977/78)                          | </br> Posición más alta |
| ---------------------------------------- | ----------------------- |
| Álbumes australianos (Kent Music Report) | 40                      |